# Canonge Rodó
Francesc Rodó i Sala, conegut com a Canonge Rodó (Terrassa, 13 de novembre de 1816 - 6 de febrer de 1902) fou un mossèn molt conegut per les seves obres i dedicació als pobres. Havia estat ecònom de Sant Andreu del Palomar i rector de Sant Martí de Provençals durant 36 anys, al barri del Clot. També va arribar a ser canonge de la Seu de Barcelona, d'aquí el seu sobrenom, i primer responsable del temple de la Sagrada Família.
En 1919 li van inaugurar un monument davant l'església de Sant Martí del Clot a Barcelona, obra de l'arquitecte Josep Vilaseca i Ribera amb escultures de Frederic Marès. Fou destrossat el 19 de juliol de 1936 quan fou assaltada l'església i no fou reconstruït fins 1954. També té un carrer dedicat a Terrassa.